# Покровська сільська рада (Кам'янський район)
| Покровська сільська рада — орган місцевого самоврядування у Кам'янському районі Дніпропетровської області з адміністративним центром у c. Покровка. Сільській раді підпорядковані населені пункти: - c. Покровка - с. Весела Долина - с. Грузинівка - с. Зелений Яр - с. Крута Балка - с-ще Милорадівка - с. Новомилорадівка - с-ще Сорокопанівка - с. Червоний Орлик |

## Склад ради
Рада складається з 16 депутатів та голови.

## Керівний склад сільської ради
| ПІБ                       | Основні відомості | Дата обрання | Дата звільнення |
| ------------------------- | --- | ------------ | --------------- |
| Романенко Юрій Михайлович | Сільський голова, 1954 року народження, освіта вища, член Всеукраїнського об'єднання «Громада», був головою Ради попереднього скликання | 26.03.2006   | 31.10.2010      |
| Романенко Юрій Михайлович | Сільський голова, 1954 року народження, освіта вища, член Партії регіонів                                                               | 31.10.2010   |                 |

Примітка: таблиця складена за даними джерела

## Розташування
Покровська сільська рада розташована в західній частині Кам'янського району Дніпропетровської області, за 54 км від районного центру.

## Соціальна сфера
На території сільради знаходяться такі об'єкти соціальної сфери:
- Покровська неповна середня школа;
- Новомилорадівська початкова школа-сад;
- Покровський дошкільний навчальний заклад «Оленка»;
- Покровський фельдшерсько-акушерський пункт;
- Грузинівський фельдшерсько-акушерський пункт;
- Крутобалківський фельдшерсько-акушерський пункт;
- Новомилорадівський фельдшерсько-акушерський пункт;
- Милорадівський фельдшерсько-акушерський пункт;
- Покровський будинок культури;
- Новомилорадівський сільський клуб;
- Покровська бібліотека.